# 오부자 (1958년 영화)
"오부자"는 대한민국에서 제작된 권영순 감독의 1958년 영화이다. 이종철 등이 주연으로 출연하였고 권철휘 등이 제작에 참여하였다.

## 출연

### 주연
- 이종철
- 김희갑
- 구봉서
- 양훈

## 기타
- 조명: 김성춘
- 녹음: 최칠복
- 미술: 이봉선